# Daïra de Guenzet
La daïra de Guenzet est une circonscription administrative algérienne située dans la wilaya de Sétif. Son chef-lieu est situé sur la commune éponyme de Guenzet.

## Communes de la daïra
La daïra regroupe les deux communes Guenzet et Harbil.